# Kloster Chaalis
Die königliche Abtei Chaalis ist ein ehemaliges Zisterzienserkloster und befindet sich in Fontaine-Chaalis im Département Oise, etwa 40 Kilometer nordöstlich von Paris.

## Geschichte

Plan der Klosteranlage
A = Zufahrt und Parkplatz, B und C = Eingangspavillons, D = Marstall, E = Orangerie, F = Schlosspark, G = Schloss (Museum), H = Ruinen der Klosterkirche, I = Mühle, J = Kapelle St. Marie, K = Rosengarten

Die erste Erwähnung der Stelle stammt bereits aus dem 7. Jahrhundert. Renaud de Mello gründete hier nach seiner Rückkehr vom Ersten Kreuzzug ein Benediktiner-Priorat, das von König Ludwig VI. im Gedenken an seinen Vetter Graf Karl von Flandern († 1127) in eine Zisterzienser-Abtei umgewandelt wurde. Folglich hieß Chaalis – oder Chaâlis – seinerzeit Caroli Locus. Das Kloster lag in einem Sumpfgebiet zwischen dem Fluss Aunette und dem Wald von Ermenonville.
Nach der Gründung 1136 wurde die königliche Abtei von Chaalis 1219 von Guérin, Bischof von Senlis und Siegelbewahrer des Königs Philipp II., geweiht. Das Kloster entwickelte sich rasch und etablierte an etwa zwanzig Orten Bauernhöfe und Weingüter. 1202 war eine neue Kirche im gotischen Stil im Bau, die 1219 geweiht wurde. Diese Abteikirche maß 82 Meter in der Länge und 40 Meter in der Breite und war bis zu seiner Zerstörung eine der größten Zisterzienserkirchen Frankreichs.
König Ludwig IX. kam regelmäßig nach Chaalis, um das Leben der Mönche zu teilen. 1378 ließ König Karl V. – während einer Klosterkrise, die in der zweiten Hälfte des 14. Jahrhunderts in Frankreich weit verbreitet war – auf eigene Kosten Wiederaufbauarbeiten durchführen, allerdings wurde die Abtei dann auch bis zur Mitte des 16. Jahrhunderts in commendam geleitet, was das Ende der Unabhängigkeit des Klosters bedeutete, aber auch mangels Einkünften den Niedergang einleitete.
Im 18. Jahrhundert gelang es dem 9. Kommendatarabt, Louis de Bourbon-Condé, comte de Clermont Chaalis durch seinen extremen Finanzbedarf zu ruinieren. Zwar begann 1736 der Architekt Jean Aubert, der Erbauer der Grandes Écuries in Chantilly und des Hôtel Biron in Paris, den Wiederaufbau (das alte Klostergebäude mit seinen zwei übereinander liegenden Galerien wurde abgerissen und das Abtspalais errichtet). Geldmangel jedoch unterbrach die Arbeiten und führte zur Schließung der Abtei auf Befehl des Königs Ludwig XVI. Die Mönche wurde auf andere Klöster verteilt.
1793, während der Französischen Revolution, wurden die Gebäude verkauft. Der erste Besitzer erhielt nur das Palais und nutzte die übrigen Bauten als Steinbruch. Ein großer Teil der Abtei wurde somit abgerissen, lediglich die Kapelle der Äbte aus dem 13. Jahrhundert blieb erhalten. Bis zur Mitte des 19. Jahrhunderts dienten die Konventsgebäude als Schloss.
Nélie Jacquemart, Witwe des Bankiers Édouard André, kaufte die Abtei 1902, um dort ihr umfangreiche Gemälde- und Möbelsammlung unterzubringen. Vor ihrem Tod 1912 vermachte sie den Abtei und ihre Sammlungen dem Institut de France.
Das Kloster besaß die Grangie Troussures in Sainte-Eusoye bei Froissy nördlich von Beauvais.

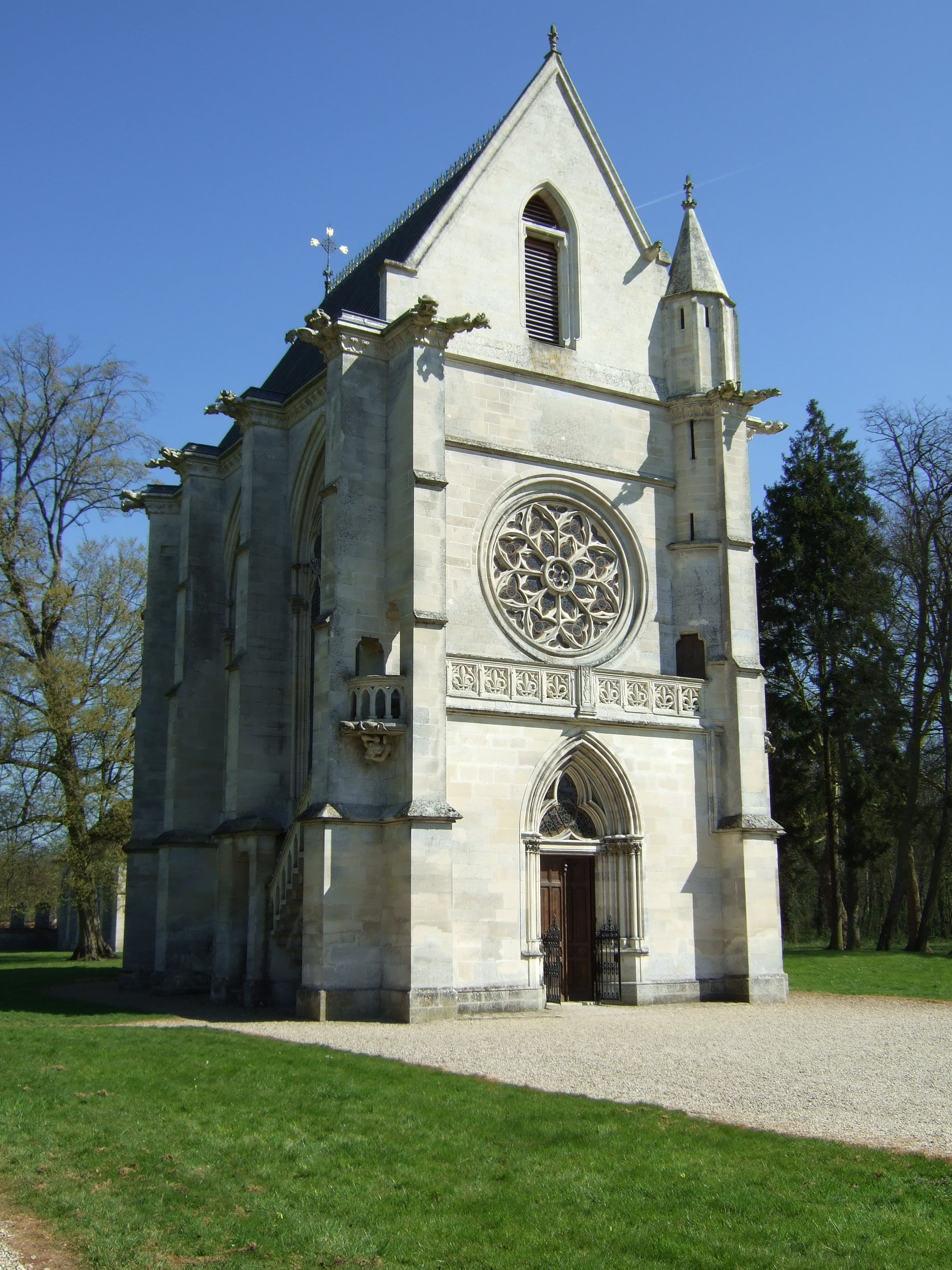
Kapelle St. Marie
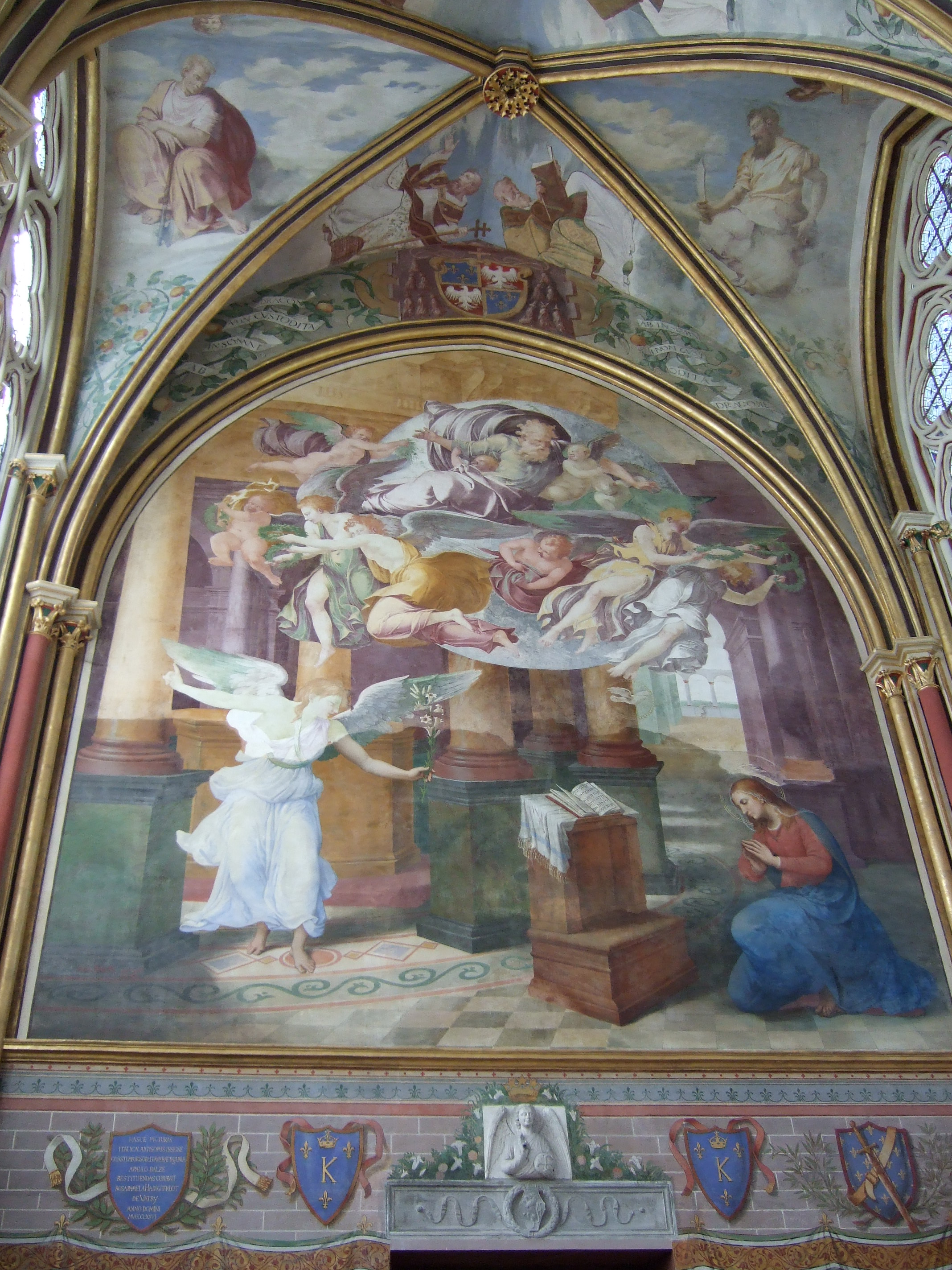
Fresken von Francesco Primaticcio
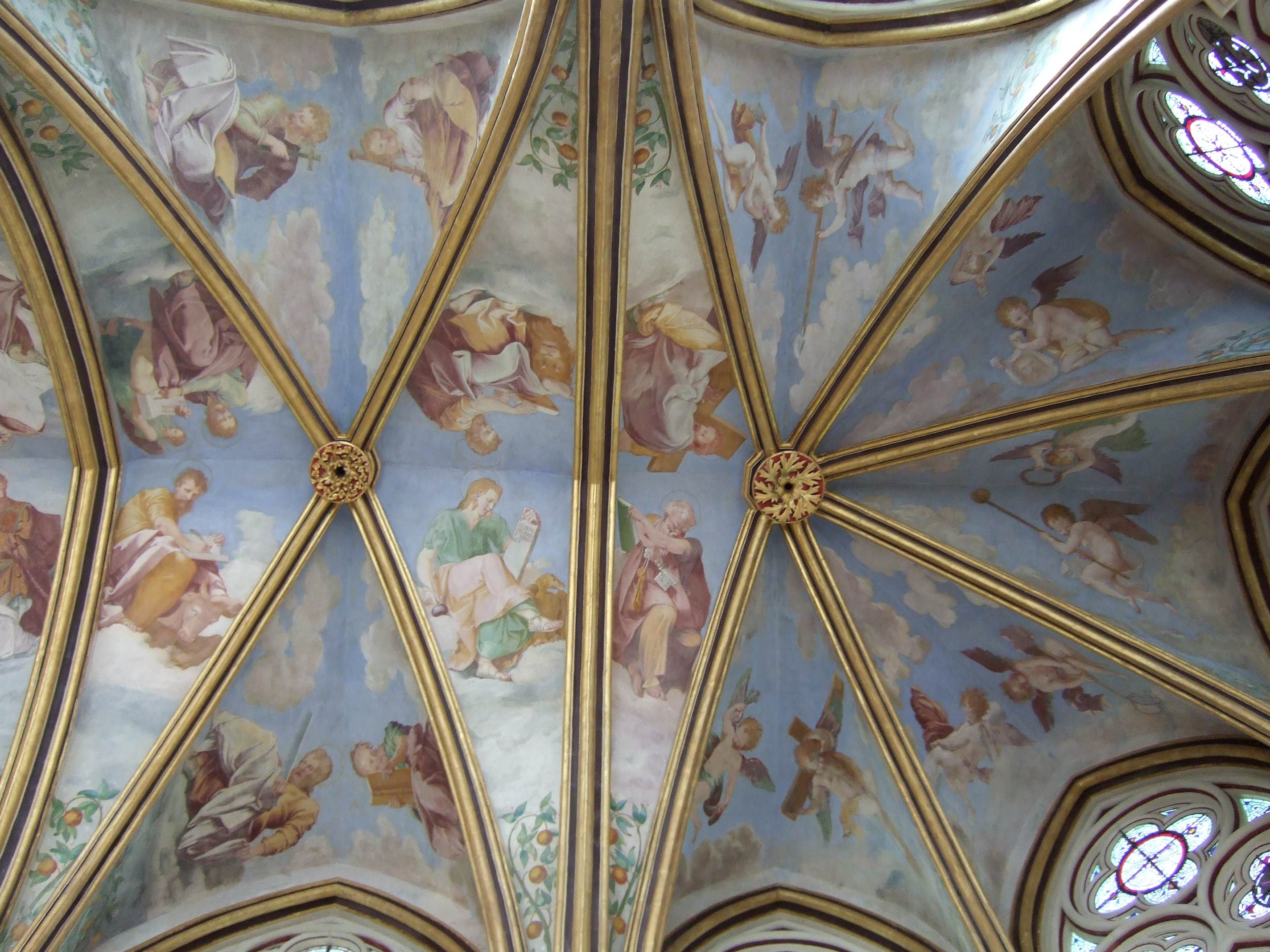
Gewölbe im Kirchenschiff – Fresken von Primaticcio
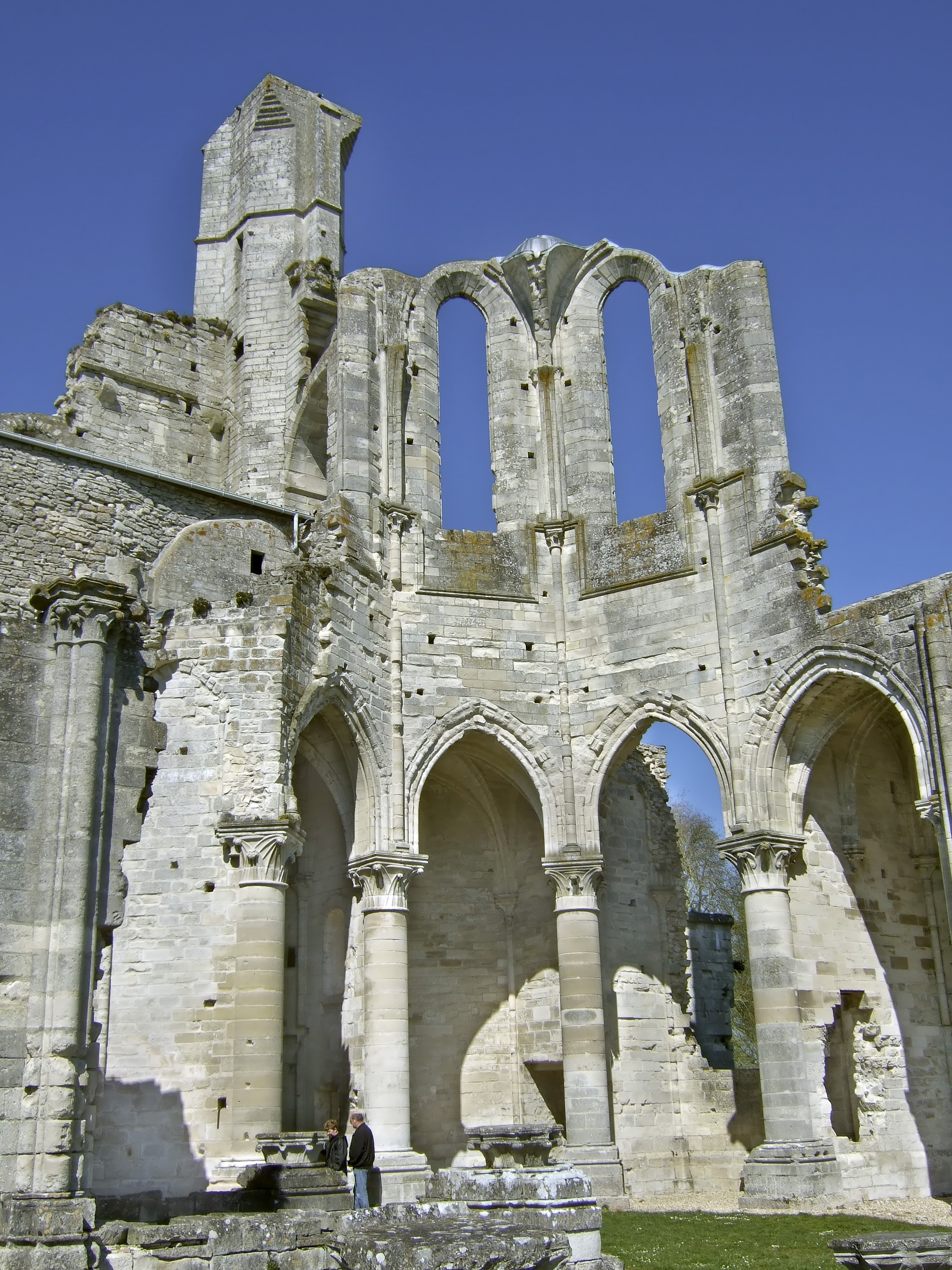
Ruinen der Klosterkirche